# Broadway (Virginia)
Broadway es una localidad del Condado de Rockingham, Virginia, Estados Unidos. Según el censo de 2000 tenía una población de 2.192 habitantes y una densidad de población de 465.0 hab/km².

## Demografía
Según el censo de 2000, había 2.192 personas, 882 hogares y 610 familias residiendo en la localidad. La densidad de población era de 465,0 hab./km². Había 976 viviendas con una densidad media de 207,1 viviendas/km². El 97,22% de los habitantes eran blancos, el 0,64% afroamericanos, el 0,23% amerindios, el 0,68% asiáticos, el 0,59% de otras razas y el 0,64% pertenecía a dos o más razas. El 3,06% de la población eran hispanos o latinos de cualquier raza.
Según el censo, de los 882 hogares en el 31,6% había menores de 18 años, el 54,6% pertenecía a parejas casadas, el 9,9% tenía a una mujer como cabeza de familia y el 30,8% no eran familias. El 25,9% de los hogares estaba compuesto por un único individuo y el 9,9% pertenecía a alguien mayor de 65 años viviendo solo. El tamaño promedio de los hogares era de 2,42 personas y el de las familias de 2,91.
La población estaba distribuida en un 24,0% de habitantes menores de 18 años, un 8,8% entre 18 y 24 años, un 30,4% de 25 a 44, un 22,6% de 45 a 64 y un 14,2% de 65 años o mayores. La media de edad era 37 años. Por cada 100 mujeres había 90,1 hombres. Por cada 100 mujeres de 18 años o más, había 89,1 hombres.
Los ingresos medios por hogar en la localidad eran de 40.167 dólares ($) y los ingresos medios por familia eran 45.066 $. Los hombres tenían unos ingresos medios de 27.181 $ frente a los 20.930 $ para las mujeres. La renta per cápita para la ciudad era de 18.274 $. El 8,2% de la población y el 5,1% de las familias estaban por debajo del umbral de pobreza. El 10,7% de los menores de 18 años y el 11,9% de los habitantes de 65 años o más vivían por debajo del umbral de pobreza.

## Geografía
Según la Oficina del Censo de los Estados Unidos, la localidad tiene un área total de 4,7 km², todos ellos correspondientes a tierra firme.